# Liste der Fahnenträger der barbadischen Mannschaften bei Olympischen Spielen
Die Liste der Fahnenträger der barbadischen Mannschaften bei Olympischen Spielen listet chronologisch alle Fahnenträger barbadischer Mannschaften bei den Eröffnungsfeiern Olympischer Spiele auf.

## Liste der Fahnenträger
| Mannschaft             | Veranstaltung | Fahnenträger (EF) | Fahnenträger (AF) |
| ---------------------- | ------------- | ----------------- | ----------------- |
| 1968 in Mexiko-Stadt   | Sommerspiele  |                   |                   |
| 1972 in München        | Sommerspiele  | Anthony Phillips  |                   |
| 1976 in Montreal       | Sommerspiele  | Lorna Forde       |                   |
| 1984 in Los Angeles    | Sommerspiele  | Charles Pile      |                   |
| 1988 in Seoul          | Sommerspiele  | Elvis Forde       |                   |
| 1992 in Barcelona      | Sommerspiele  |                   |                   |
| 1996 in Atlanta        | Sommerspiele  | Obadele Thompson  |                   |
| 2000 in Sydney         | Sommerspiele  | Andrea Blackett   |                   |
| 2004 in Athen          | Sommerspiele  | Michael Maskell   | Obadele Thompson  |
| 2008 in Peking         | Sommerspiele  | Bradley Ally      | Ryan Brathwaite   |
| 2012 in London         | Sommerspiele  | Ryan Brathwaite   | Kyle Maxwell      |
| 2016 in Rio de Janeiro | Sommerspiele  | Ramon Gittens     | Akela Jones       |
| 2020 in Tokio          | Sommerspiele  | Danielle Titus    | Tia-Adana Belle   |
| 2020 in Tokio          | Sommerspiele  | Alex Sobbers      | Tia-Adana Belle   |
| 2024 in Paris          | Sommerspiele  | Sada Williams     | Matthew Wright    |
| 2024 in Paris          | Sommerspiele  | Jack Kirby        | Matthew Wright    |

Anmerkung: (EF) = Eröffnungsfeier, (AF) = Abschlussfeier

## Statistik
| Rang    | Sportart       | EF | AF | ∑  |
| ------- | -------------- | -- | -- | -- |
| 1       | Leichtathletik | 7  | 4  | 11 |
| 2       | Schwimmen      | 4  | 0  | 4  |
| 3       | Gewichtheben   | 1  | 0  | 1  |
| 3       | Judo           | 0  | 1  | 1  |
| 3       | Radsport       | 1  | 0  | 1  |
| 3       | Schießen       | 1  | 0  | 1  |
| 3       | Triathlon      | 0  | 1  | 1  |
| Gesamt: | Gesamt:        | 12 | 6  | 18 |

| Rang                   | Sportart | EF | AF | ∑ |
| ---------------------- | -------- | -- | -- | - |
| bisher keine Teilnahme |          |    |    |   |
| Gesamt:                | Gesamt:  | 0  | 0  | 0 |

| Rang    | Sportart       | EF | AF | ∑  |
| ------- | -------------- | -- | -- | -- |
| 1       | Leichtathletik | 7  | 4  | 11 |
| 2       | Schwimmen      | 4  | 0  | 4  |
| 3       | Gewichtheben   | 1  | 0  | 1  |
| 3       | Judo           | 0  | 1  | 1  |
| 3       | Radsport       | 1  | 0  | 1  |
| 3       | Schießen       | 1  | 0  | 1  |
| 3       | Triathlon      | 0  | 1  | 1  |
| Gesamt: | Gesamt:        | 12 | 6  | 18 |